# Pâncești (gmina w okręgu Neamț)
Pâncești – gmina w Rumunii, w okręgu Neamț. Obejmuje miejscowości Ciurea, Holm, Patricheni, Pâncești i Tălpălăi. W 2011 roku liczyła 1350 mieszkańców.